# Оленячий острів
Оленячий острів (англ. Reindeer Island) — острів у північній частині акваторії озера Вінніпег у канадській провінції Манітоба, розташований ближче до західного берега озера. Безлюдний острів був проголошений у травні 1976 року першим екологічним заповідником провінції на основі закону «Про коронні землі». Найближчий великий населений пункт, Гранд-Рапідс, знаходиться за 130 км на північний захід від острова.

## Географія
Розміри острова: приблизно 27 x 7 км. Загальна площа 13,68 тис. га. Рельєф острова рівнинний, найвища точка — 343 м над рівнем моря.
Острів лежить у помірному кліматичному поясі континентального типу. Перевалюють помірні повітряні маси цілий рік, західний масоперенос. Значні сезонні амплітуди температури повітря, атмосферних опадів достатньо.

## Флора і фауна
Вважається, що чеграва використовує західне узбережжя острова для гніздування. Це було встановлено Еріком Данлопом, натуралістом, який збирав зразки для англійського музею в Карлайлі протягом сезону 1914—1915 років.

### Українською
- Атлас. 7 клас. Географія материків і океанів / Укладачі О. Я. Скуратович, Н. І. Чанцева. — К. : ДНВП «Картографія», 2014.

### Російською
- (рос.) Физико-географический атлас мира. — М. : Академия наук СССР и Главное управление геодезии и картографии ГГК СССР, 1964. — 298 с.